# Kielmeyera amplexicaulis
Kielmeyera amplexicaulis är en tvåhjärtbladig växtart som beskrevs av Spencer Le Marchant Moore. Kielmeyera amplexicaulis ingår i släktet Kielmeyera och familjen Calophyllaceae. Inga underarter finns listade i Catalogue of Life.